# شهرستان الشریه
ناحیهٔ الشریه (به عربی: مدیریة الشریة) یک ناحیه در یمن است که در استان بیضاء واقع شده‌است.
ناحیهٔ الشریه ۳۳٬۸۷۳ نفر جمعیت دارد.